# Autostrada A7 (Italien)
Die Autostrada A7 (italienisch für ‚Autobahn A7‘), auch Autostrada dei Giovi oder „Serravalle“ genannt, ist eine italienische Autobahn im Nordwesten des Landes, die von Mailand bis nach Genua führt. Sie ist 133,6 km lang und in ihrer gesamten Länge mautpflichtig. Die Autobahn liegt in den italienischen Regionen Lombardei, Piemont und Ligurien.

## Verlauf

Verlauf der A7

Die A7 verbindet das Wirtschaftszentrum Mailand mit der Hafenstadt Genua am Ligurischen Meer und stellt die wichtigste Verbindung zwischen den beiden Städten dar.

### Abschnitt Mailand – A7/A26
Die Autobahn beginnt in Mailand, nahe der Piazza Belfanti. Im Stadtgebiet von Mailand besitzt sie zwei Anschlussstellen. Nahe dem Mailänder Vorort Assago kreuzt sie die westliche Stadtumfahrung Mailands, die A50. Hier beginnt die Kilometrierung der A7.
Die A7 ist im Abschnitt Mailand bis zur Brücke des Po sechsspurig ausgebaut.
Bei Bereguardo zweigt die A53 ab, die nach Pavia führt. Hier überquert die Autobahn auch den Ticino.
Weiter durch die Po-Ebene führend, überquert sie den namensgebenden Fluss Po. Bis Mai 2009 war die A7 zwischen der Brücke über den Po und dem Knoten mit der A21 vierspurig ausgebaut. Hier erfolgte von 2005 bis 2009 der sechsspurige Ausbau. Die Baukosten betrugen 97 Millionen Euro. Damit ist die A7 zwischen Mailand und der Abzweigung der Autobahnverzweigung A7/A26 auf einer Länge von 76 km sechsspurig ausgebaut.
Bei Casei Gerola besteht eine Schnellstraßenverbindung nach Voghera. Bei Tortona erreicht sie den Knoten mit der A21, die nach Turin bzw. Brescia führt.
Südlich der Ortschaft Tortona liegt eine weitere Autobahnverzweigung. Hier zweigt die Verbindungsautobahn (ital. Diramazione) A7/A26 ab, die die A7 mit der A26 verbindet.

### Abschnitt A7/A26 – Genua
Ab hier ist die Autobahn nur vierspurig ausgebaut. Die A7 folgt dem Verlauf des Flusses Scrivia. Vorbei an den Orten Serravalle Scrivia und Arquata Scrivia erreicht sie den Ligurischen Apennin und die Region Ligurien.
In diesem Abschnitt erreicht sie am Giovipass ihren höchsten Punkt und führt über den Pass auf einer für eine Autobahn extrem engen und kurvenreichen Trasse. Dabei verlaufen die beiden Fahrbahnen nicht parallel zueinander: Die Fahrspuren Richtung Norden (Mailand) wurden in den 1960er Jahren durch zahlreiche Tunnel und Viadukte zu einer „richtigen“ Autobahn ausgebaut, während die Fahrspuren Richtung Süden (Genua) dem Verlauf der alten Camionale-Straße im Tal folgt. Die engen Kurvenradien und das steile Gefälle dieser Trasse lassen über weite Abschnitte nur Geschwindigkeiten von 60 Kilometer pro Stunde zu. Die Strecke Richtung Genua ist aus diesem Grund etwa fünf Kilometer länger als die Trasse Richtung Mailand.

### Gronda di Genova

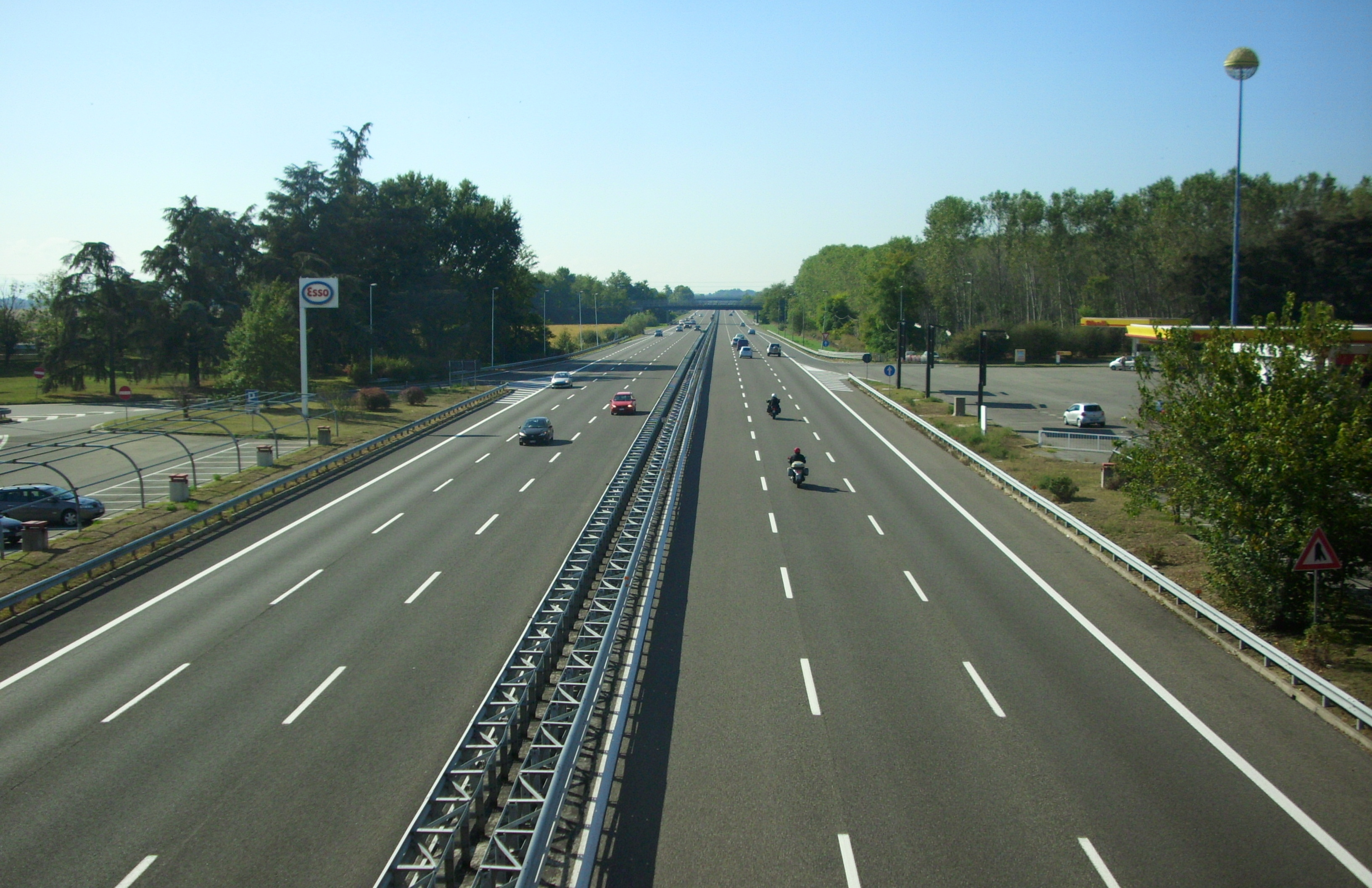
Die A7 bei der Raststätte „Dorno“

Aufgrund des hohen Verkehrsaufkommens im beengten Stadtgebiet von Genua ist geplant, parallel zur bestehenden Autobahn A10 im bergigen Hinterland von Genua eine neue Autobahn zu bauen.
Damit verbunden erhält die A7 in Fahrtrichtung Nord zwischen Genova Ovest und Bolzaneto eine vollkommen neue Trasse. Der Knoten bei Genova Ovest soll im Zuge der Bauarbeiten leistungseffizienter gestaltet werden.

## Verwaltung
Zwischen Mailand und der Abzweigung der Autobahnverzweigung (ital. Diramazione) A7/A26 bei Novi Ligure wird die Autobahn von der Firma Milano Serravalle - Milano Tangenziale S.p.A. verwaltet.
Der restliche Abschnitt von Novi Ligure bis nach Genua untersteht der Firma Autostrade per l’Italia.

### Kilometrierung
Im Stadtgebiet von Mailand an der Piazza Maggi beginnt ein Autobahnzubringer, der 1,9 km lang bis zum Autobahnbeginn der A7 führt. Der Autobahnzubringer trägt die Bezeichnung R35 Raccordo A7-Piazza Maggi. Hier beginnt die Kilometrierung der A7.

## Name
Für die A7 werden neben der offiziellen Nummierung auch weitere Bezeichnungen benutzt: La Serravalle stammt aus den Anfangsjahren der Autobahn, als sie noch in der Ortschaft Serravalle endete, dei Giovi ist benannt nach dem Giovipass, den die A7 nördlich von Genua überquert. Die dritte Bezeichnung, Autostrada Alpe Ligure, steht für den Höhenzug Ligurischer Apennin, den die A7 überquert.

## Geschichte
Der Abschnitt zwischen Serravalle und Genua wurde bereits am 29. Oktober 1935 für den Verkehr freigegeben. Damit war eine bessere Anbindung zwischen Genua und dem Ligurischem Meer sowie den Wirtschaftsräumen in der Po-Ebene geschaffen.
Die Eröffnung des Abschnittes zwischen Serravalle und Mailand erfolgte am 10. September 1960.

## Autobahnzweig Predosa-Bettole di Tortona
Siehe Autobahnzweig Predosa-Bettole di Tortona